# Minami-Echizen (Fukui)
Minami-Echizen (jap. 南越前町, -chō) ist eine Gemeinde im Landkreis Nanjō in der Präfektur Fukui in  Japan.

## Angrenzende Städte und Gemeinden

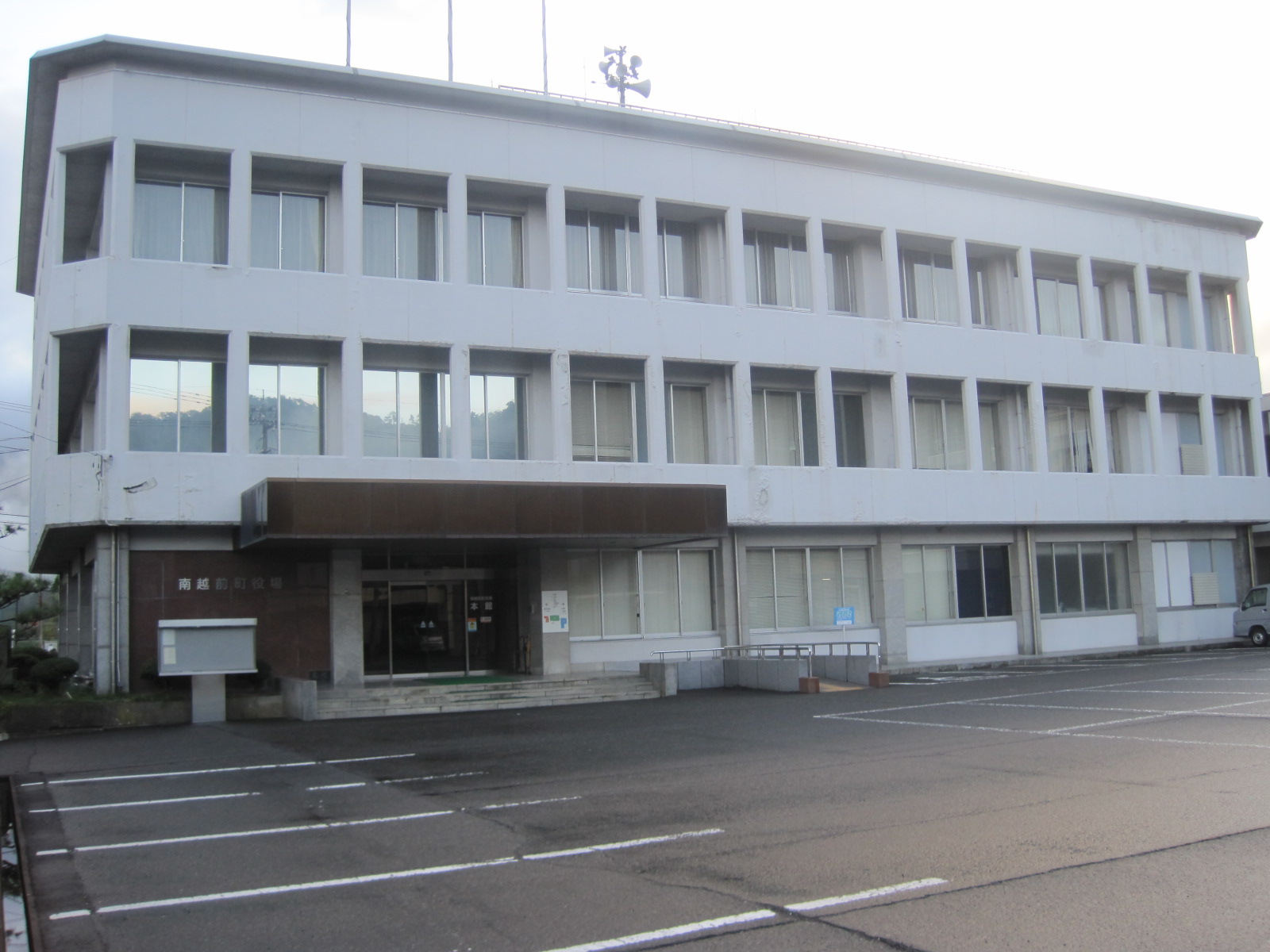
Rathaus

- Tsuruga
- Echizen
- Echizen